# Arrondissement La Tour-du-Pin
Arrondissement La Tour-du-Pin (fr. Arrondissement de La Tour-du-Pin) je správní územní jednotka ležící v departementu Isère a regionu Rhône-Alpes ve Francii. Člení se dále na 11 kantonů a 137 obcí.

## Kantony
- Bourgoin-Jallieu-Nord
- Bourgoin-Jallieu-Sud
- Crémieu
- Le Grand-Lemps
- L'Isle-d'Abeau
- Morestel
- Le Pont-de-Beauvoisin
- Saint-Geoire-en-Valdaine
- La Tour-du-Pin
- La Verpillière
- Virieu